# Frank Jay Gould
Pour les articles homonymes, voir Gould.
Frank Jay Gould (New York, 4 décembre 1877 - Juan-les-Pins,1er avril 1956) est un philanthrope et homme d'affaires américain, dernier fils du financier Jay Gould et de Helen Day Miller.

## Biographie

### Vie privée
Frank Jay Gould hérite à quinze ans d'un sixième de l'immense fortune acquise par son père grâce à l’exploitation des chemins de fer américains. En 1902, il épouse Helen Margaret Kelly dont il a deux enfants puis divorce en 1908. Il a une liaison avec la danseuse Bessie De Voie qui le poursuit en justice pour promesse de mariage non tenue, l'affaire fait alors la une de la presse en 1909-1910. Il se remarie avec l'actrice Edith Kelly dont il divorce également.
Il épouse en 1923 la Californienne d'origine française Florence La Caze (1895-1983).
Il est le frère de George Jay Gould I et de Anna Gould.

### Vie professionnelle

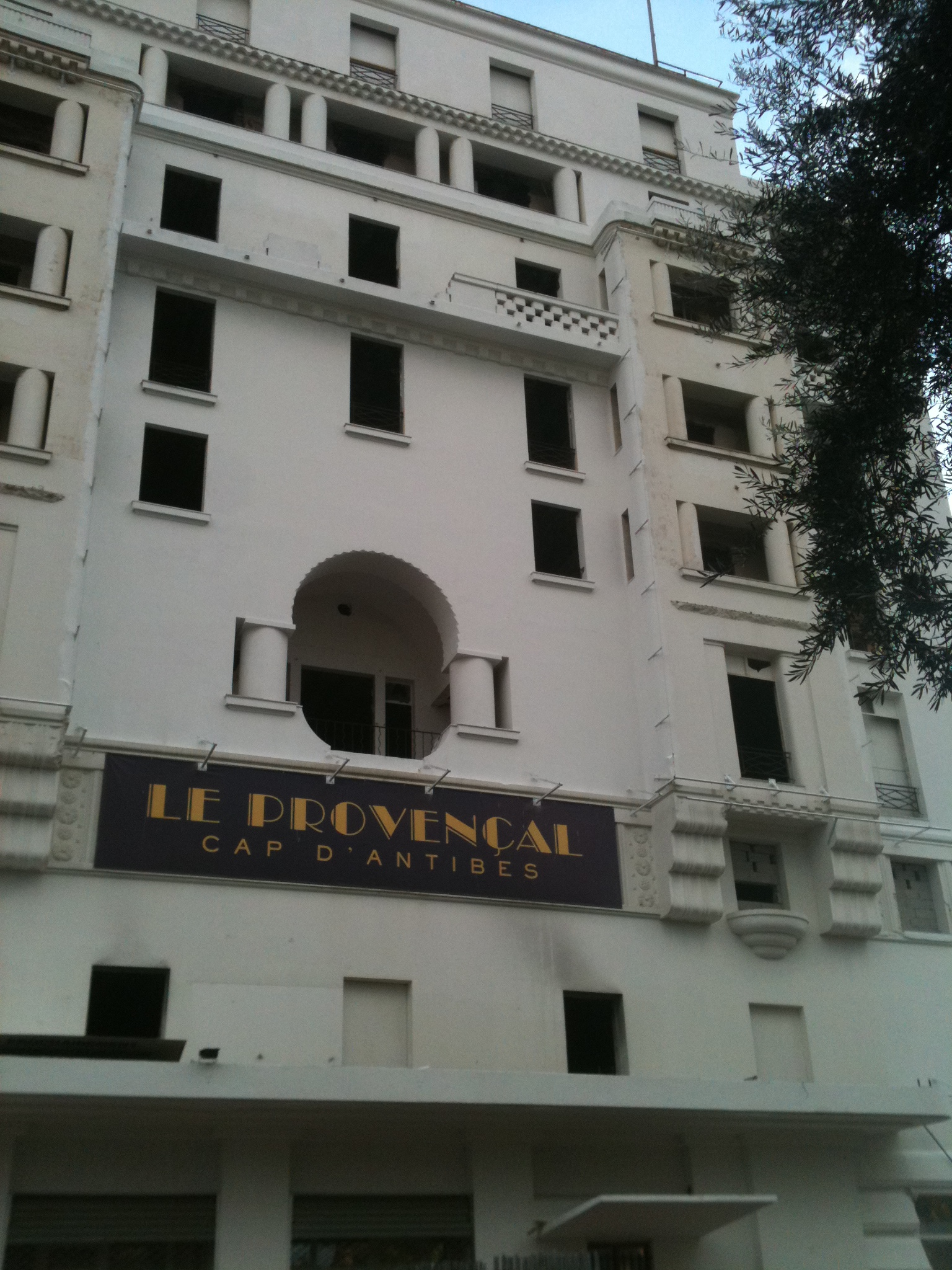
Hôtel Le Provençal à Juan les Pins.

Frank Jay Gould vient en France avec l’ambition de lancer plusieurs lieux de villégiature avec hôtels et casinos. À la différence d'autres investisseurs, il ne procède pas à une création ex nihilo, mais valorise les ressources d’un lieu par la construction des édifices nécessaires à la villégiature.
Vers 1910, à Maisons-Laffitte, il installe un immense domaine autour de ses chevaux de courses et s’investit dans le développement des activités hippiques autant que dans l’aménagement de certains endroits du site. Il fait construire la fameuse demeure Edifra et de somptueuses écuries. Son Cheval Combourg, en 1911, est 2e du Prix du Jockey-Club à Chantilly. sur 2 400 m en 2 min 30 s. Il offre à la Commune, en 1912, la fameuse statue du Cheval Dollar installée face à l'entrée de l'Hippodrome. Il devient syndic du parc de Maisons Laffitte en 1913 puis fait construire, en 1920, à ses frais l'église Holy Trinity Church pour la communauté anglicane de la commune.
De Granville, il veut faire « la Monaco du Nord » et pour ce faire, commande en 1911 un casino et en 1912 un palace, le Normandy.

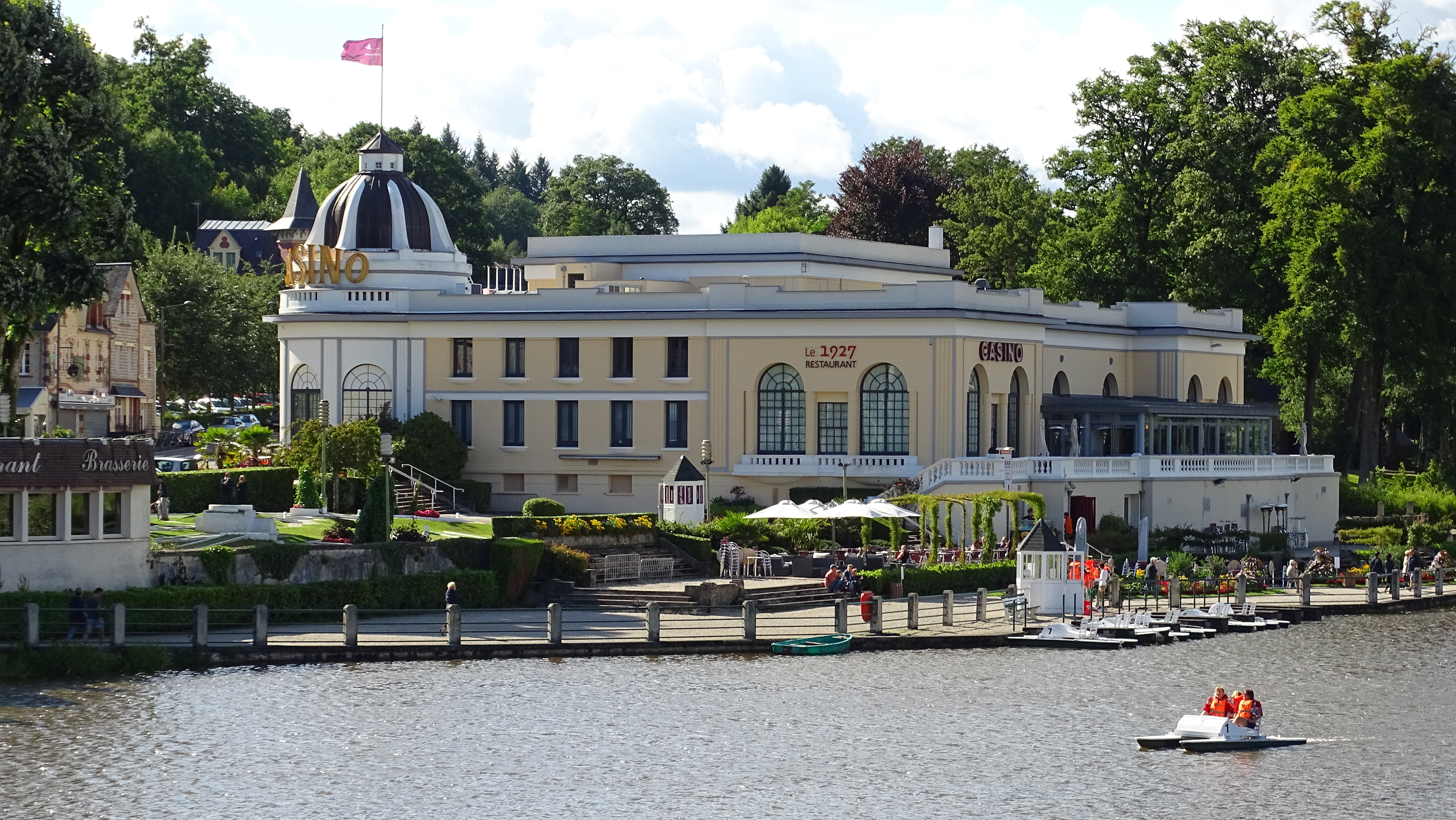
Casino de Bagnoles de l'Orne.

Il s'installe à Juan-les-Pins où il rachète la villa La Vigie (peinte par Picasso en 1924) située 37 boulevard Édouard-Baudoin. Face à son domaine, il fait aménager la pinède et fait bâtir en 1926 l'hôtel Le Provençal, un établissement de 290 chambres qui est un des grands palaces de la Côte d'Azur. Son épouse, Florence, y reçoit tout ce que l'époque compte de célébrités : André Gide, Roger Martin du Gard, Jean Paulhan, Cocteau, Chaplin, Estée Lauder, Dominique Rolin sont invités à ses célèbres déjeuners. Édifié dans un style Art déco orientalisant, le Provençal fut l'un des hôtels les plus élégants d'Europe. L'on y déjeunait à l'ombre des parasols en contemplant la pinède luxuriante et le bleu intense de la Méditerranée. Pas de carte, mais un menu qui prétendait éviter aux hôtes la fatigue du choix. Le gotha du monde entier vint s'y faire admirer.
Gould lance également à Juan le premier casino d’été. Il innove en ouvrant ses établissements à partir du printemps plutôt qu’en hiver comme cela se pratiquait au XIXe siècle. Toute la jeunesse dorée d’Europe vient s’y amuser, suivie par les stars d’Hollywood. Cole Porter fait danser Douglas Fairbanks et Mary Pickford, Mistinguett et Maurice Chevalier. A Paris, il fut actionnaire majoritaire du théâtre Mogador.
Il investit aussi dans la gastronomie : Potel et Chabot, les chocolats Rozan, les économats du Centre.

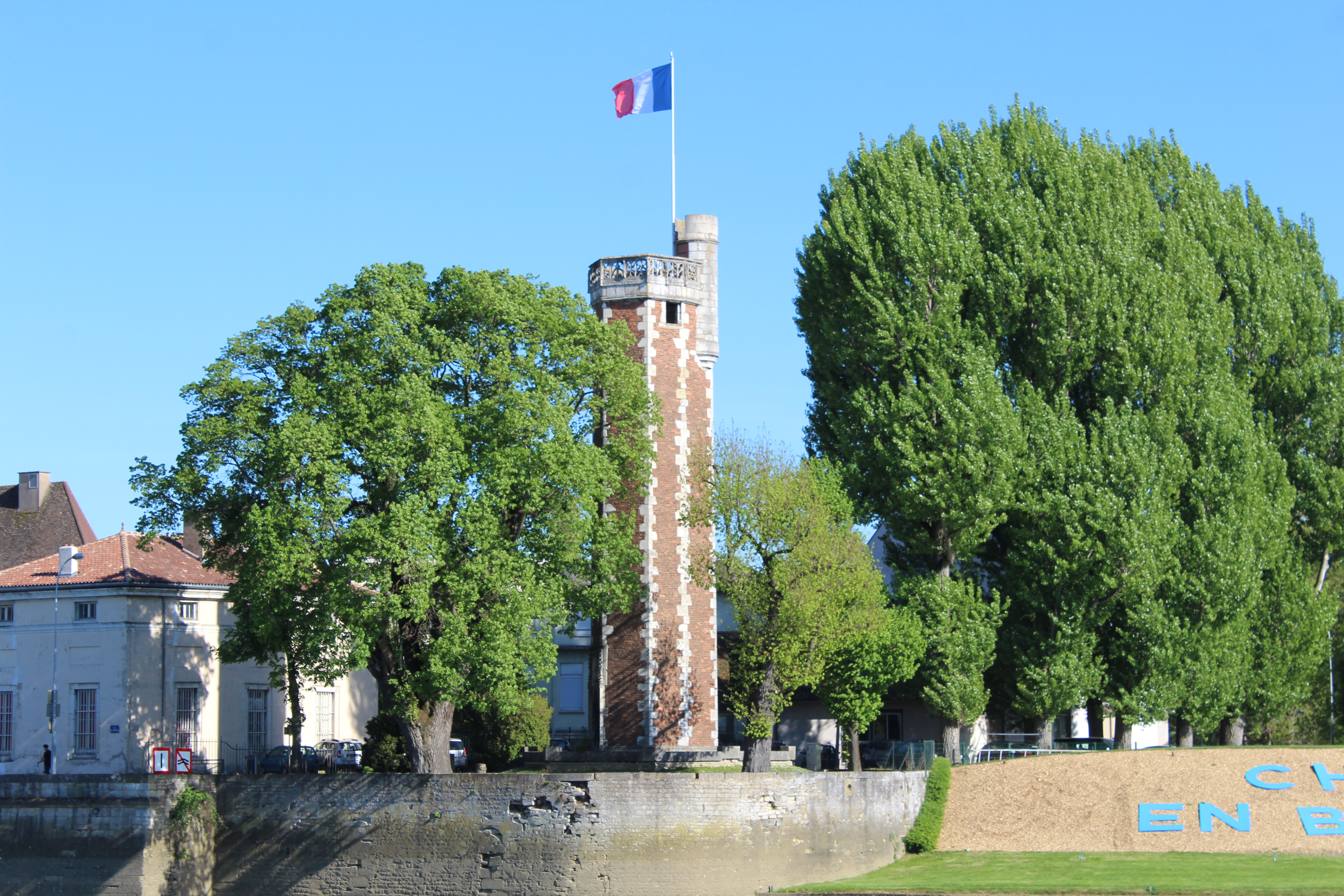
Tour du Doyenné à Chalon-sur-Saône.

Mècène, il fait reconstruire la Tour du Doyenné à Chalon sur Saône en 1927 et la même année, il confie la construction du deuxième casino de Bagnoles-de-l'Orne à l'architecte Auguste Bluysen. Cet édifice constitue une des pièces maîtresses de la vie et de l’animation de la station, qui reflète encore ses belles façades Art déco dans les eaux du lac.
À Nice, il fait édifier un autre chef-d'œuvre de l'architecture Art déco, le palais de la Méditerranée inauguré le 10 janvier 1929 qui, après avoir été fermé pendant plus de 20 ans, a rouvert en 2004. Dans la station de Beuil, qui a vu les premiers championnats de ski et de saut dans les Alpes-Maritimes dès 1910, il inaugure en 1932 un palace de style "néo-montagnard", l'hôtel du Mont Mounier, en présence de personnalités dont la princesse Aga-Khan. Les aménagements sont marqués par une rusticité très élaborée et par des équipements sportifs.
Son épouse, Florence Gould, poursuit son œuvre de mécène des arts et des lettres. La Fondation Florence Gould, à New-York, perpétue les actions de mécénat.

Palais de la Méditerranée à Nice.

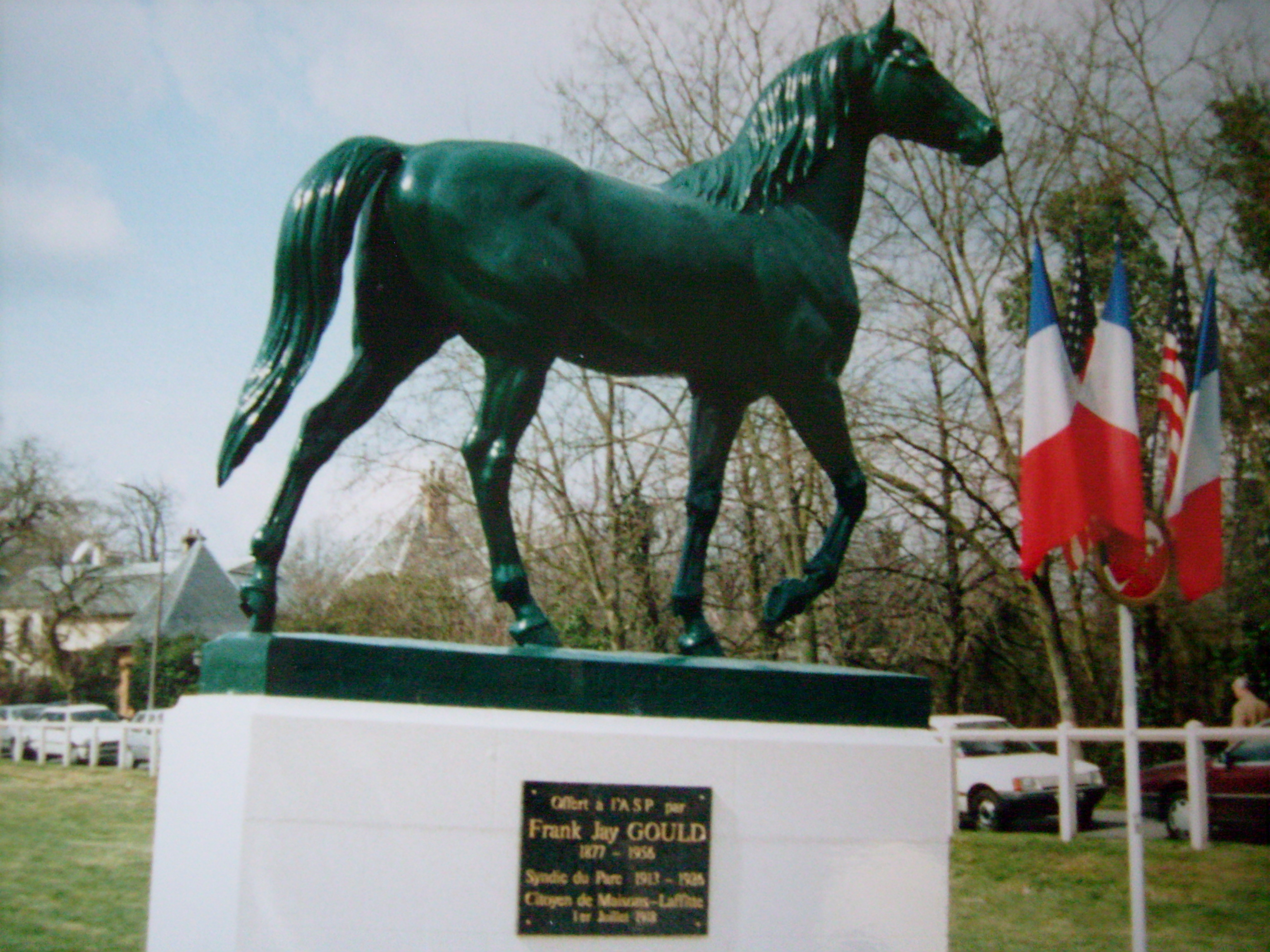
Statue du cheval Dollar offerte par Franck Jay Gould à la Ville de Maisons Laffitte en 1912.

La collection d'art de 200 peintures impressionnistes et modernes a été vendue aux enchères chez Sotheby's après la mort de la veuve Florence Gould en 1983. Des tableaux de maîtres anciens, des meubles, des objets de décoration et des bijoux ont également été vendus dans d'autres ventes aux enchères.